# NGC 103
NGC 103 (другое обозначение — OCL 291) — рассеянное звёздное скопление, которое находится в созвездии Кассиопея на расстоянии около 3180 световых лет от Земли. Оно было открыто английским астрономом Джоном Гершелем 5 октября 1829 года. Этот объект входит в число перечисленных в оригинальной редакции «Нового общего каталога».

## Характеристики
NGC 103 имеет 9,8 видимую звёздную величину, и не видна невооружённым глазом. Его можно наблюдать в центральной части созвездия Кассиопея, чуть выше звёзд Нави и Каф. В 1960 году немецким астрономом Иоганном Хардорпом (нем. Johannes Hardorp) было выделено 139 членов скопления. К 2003 году общее количество открытых звёзд достигло 2836. Масса скопления оценивается в 1164±4531 M☉, а масса ядра скопления — в 188±421 M☉. Средняя металличность звёзд скопления равна -0,85.
Среди примечательных объектов скопления можно выделить V546 Кассиопеи. Это затменная переменная звезда типа β Лиры, свойства которой описал в 1974 году советский астроном Юрий Фадеев.